# Лопес, Дирсеу
Дирсеу Лопес Мендес (порт. Dirceu Lopes Mendes; 3 сентября 1946, Педру-Леополду) — бразильский футболист, атакующий полузащитник. Занимает второе место по общему числу голов за клуб «Крузейро». После завершения карьеры работал комментатором и занимался пошивом одежды под собственным брендом Dilom. Сейчас является министром спорта штата Минас-Жерайс.

## Карьера
Дирсеу Лопес родился в бедной шахтёрской семье. Он начал карьеру в команде родного города «Педру-Леополду». В 1963 году, в возрасте 16-ти лет, он перешёл в «Крузейро». Сыграв один сезон за молодёжную команду клуба и выиграв с ней молодёжный чемпионат Минас-Жерайс в 1963 году. На следующий год Дирсеу начал выступать за основной состав «Крузейро», дебютировав в матче с «Жувентусом» в чемпионате штата Минас-Жерайс; игра завершилась вничью 1:1. В клубе Лопес составил тройку нападения команды вместе с Тостао и Вилсоном Пиаццей. В 1965 году Лопес выиграл свой первый титул — чемпиона штата Минас-Жерайс, а затем повторял этот успех ещё 4 раза подряд. В 1966 году, в финале Кубка Бразилии, клуб добился ещё одного достижения — обыграл «Сантос», за который играл Пеле, со счётом 6:2. Три мяча в этой игре забил Лопес; по мнению Дирсеу, это была «игра его жизни», а результат принёс клубу уверенность в своих силах. В 1974 году Дирсеу попытался купить «Сантос», искавший замену Пеле, который уехал в США, но «Крузейро» отказался вести переговоры. На следующий год Дирсеу получил тяжёлую травму — разрыв ахиллова сухожилия, из-за чего не выступал 13 месяцев и от которой не смог оправиться до конца своей карьеры. В 1977 году, накануне матча Межконтинентального кубка с «Баварией», главный тренер «Крузейро» Зезе Морейра, называвший Дирсеу «безответственным ребёнком», выгнал Лопеса, который не выступал за команду более двух месяцев, из команды. Сам Лопес считал, что это было связано с конфликтом между игроками команды и руководством «Крузейро», а сам он, имевший очень большое влияние в клубе, был на стороне футболистов. Всего за «Крузейро» Дирсеу выступал 14 лет, проведя в составе команды 594 игры и забив 224 гола.
В 1977 году Дирсеу перешёл во «Флуминенсе», где сыграл 1 сезон. Большую часть времени в этой команде Дирсеу лечил старую травму ахилла. Затем Лопес играл за «Уберландию». А завершил карьеру в клубе «Демократа» в 1981 году.

«Дирсеу, я пришёл обнять тебя, потому что ты — лучший футболист в мире». Манэ Гарринча о Лопесе в конце 1970-х.

## Международная карьера
В состав сборной Бразилии Лопес впервые был приглашён в 1967 году, когда он 25 июня сыграл на Кубке Рио-Бранко с Парагваем. Через год национальную команду возглавил Жуан Салданья, который сделал ставку на Дирсеу в нападении, назвав его самым важным игроком в сборной, своим «секретным оружием» и единственным футболистом, кто имел твёрдое место в стартовом составе национальной команды. При этом Жуан сделал Лопеса «свободным художником», не имевшим определённой позиции на поле. Салданья составил в нападении Бразилии группу, названную «хищники Салданьи», состоявшей из Пеле, Жерсона, Тостао, Жаирзиньо и Дирсеу Лопеса. Но после увольнения Салданьи и назначения на его пост Марио Загалло Дирсеу был выведен из состава национальной команды. Новый главный тренер, взявший на место Лопеса Дарио, утверждал, что на его позиции слишком много игроков. Непопадание на чемпионат мира 1970 стало для Дирсеу самым большим разочарованием за всю его карьеру. В 1974 году ситуация повторилась: вновь Лопес не попал в состав команды. 6 августа 1975 года Дирсеу сыграл последний матч за сборную Бразилии.

## Личная жизнь
Дирсеу женат. Имеет четверых детей — Жулиана, Густава, Винисиуса и Эмерсона.

## Интересные факты
Лопес — автор первого гола, забитого 29 августа 1973 года на стадионе Албертао.

## Достижения

### Командные
- Чемпион штата Минас-Жерайс: 1965, 1966, 1967, 1968, 1969, 1972, 1973, 1974, 1975
- Обладатель Кубка Бразилии: 1966
- Обладатель Кубка Рио-Бранко: 1967
- Обладатель Кубка Либертадорес: 1976

### Личные
- Обладатель «Серебряного мяча» Бразилии: 1970, 1971, 1973
- Обладатель «Золотого мяча» Бразилии: 1971
- Лучший бомбардир Кубка Монтевидео: 1971 (6 голов)